# Aby do świtu...
Aby do świtu... – polski serial obyczajowy z roku 1992 w reżyserii Radosława Piwowarskiego i Krzysztofa Grubera.

## Fabuła
Bohaterami serialu są pracownicy nocnej zmiany w sortowni prasy, którzy podczas lektury dzienników komentują bieżące wydarzenia polityczne, gospodarcze czy kulturalne w Polsce.

## Tytuły odcinków
1. Ines
2. Prawdziwy proletariusz
3. Majowe święto
4. Życiowy wydatek
5. Awantura
6. Satelita hrabiego
7. Kto posprząta?
8. Lady
9. Kogo wyrzucić
10. Bilard
11. Strajk
12. Czego boi się Lady?
13. Ankieta
14. Maciej Koterba
15. Gdzie są pieniądze?
16. Dzień Dziecka
17. Marzenie Serdla
18. Gruzińskie mleko

## Główni bohaterowie
- Władysław Jagiełło "Kariera" (Piotr Fronczewski) – kierownik sortowni.
- Ines (Monika Bolly) – młoda dziewczyna z prowincji zatrudniona w sortowni o przekonaniach anarchistycznych.
- Roman Sewer-Bossakowski (Jerzy Bończak) – pracownik sortowni.

## Obsada

### Role główne
- Monika Bolly – Ines
- Jerzy Bończak – Roman Sewer-Bossakowski
- Piotr Fronczewski – Władysław Jagiełło
- Sebastian Konrad – Maciej Koreba "Student"
- Tomasz Sapryk – "Serdel"
- Paweł Wawrzecki – Szczygieł
- Ewa Ziętek – Jadwiga "Jadziuniek" Sewer-Bossakowska, żona Romana

### Dalsze role
- Artur Barciś – Ichtiolog docent Nowacki, ankieter
- Janusz Chlebowski – Ochroniarz Wronika / Alosza, goryl Rosjanina
- Marek Cichucki – Starszy posterunkowy Władek
- Katarzyna Ejmont – Śmiegiełko, uczestniczka imprezy w sortowni
- Ewa Gawryluk – Prostytutka Jola
- Piotr Gąsowski – Pirat nagraniowy, "pracodawca" Jagiełły
- Robert Gonera – Gruzin Koba
- Anna Gornostaj – Sprzątaczka Tamara "Lady"
- Aldona Jungowska – Marzenka, asystentka Wronika
- Agnieszka Kotulanka – Bożenka, żona kierownika (tylko głos)
- Robert Kowalski – Stefan, syn Romana
- Cezary Pazura – Nadposterunkowy Andrzej
- Robert Rogalski – Władysław, majster z firmy Wronika
- Iwona Sul – Pani Tereska, asystentka Wronika
- Grażyna Strachota – Marta Blum, architekt wnętrz, przedstawicielka firmy Wronika
- Roman Szafrański – Gruzin Burulia, brat Koby
- Małgorzata Toczyłowska – Jola, była dziewczyna "Serdla"
- Jerzy Turek – "Czytacz", emerytowany cenzor
- Wojciech Wysocki – Bronisław Wronik, prywatny dystrybutor prasy

### Role epizodyczne
- Piotr Bończak – Piotr, syn Romana
- Paulina Filipek – Dorotka, córeczka siostry Jolki
- Orkiestra z Chmielnej
- Jan Pęczek – Rosjanin "od Czerkasowa"
- Adam Siemion – Marcin, syn Romana
- Bogdan Szczesiak – Kierowca